# Australoonops granulatus
Australoonops granulatus là một loài nhện trong họ Oonopidae.
Loài này thuộc chi Australoonops. Australoonops granulatus được miêu tả năm 1915 bởi Hewitt.